# ژولیت آدام
ژولیت آدام (فرانسوی: [ʒyljɛt adɑ̃] ())؛ (انگلیسی: Juliette Adam; ۴ اکتبر ۱۸۳۶ – ۲۳ اوت ۱۹۳۶) نویسنده، صاحب محفل ادبی، رمان‌نویس، و مقاله‌نویس اهل فرانسه بود.